# 九一式重战车
九一式重战车是日本帝国陆军於1931年開發的多砲塔戰車，設計用於掩護步兵進攻。該戰車是「試製1號戰車」的改良版。

## 開發
1925年3月日本開始設計製造第一輛國產坦克，1927年2月第一輛原型車製造完成，被稱為「試製一號」戰車。 「試製一號」戰車配備一門九〇式五十七釐米戦車砲和兩挺機槍，全重18噸。最高時速20公噸，裝甲厚度為17毫米，側面8毫米，底部6毫米。採用了三砲塔結構，加厚裝甲以加強作戰能力。 「試製一號」研製成功後於當年6月送到日本富士裾野演習場，順利通過了野外測試驗。 
但日軍高層對的「試製一號」戰車並不滿意，主要相較於歐美標準太輕的坦克，在日軍高層眼中反而認為太重了。加上速度太慢，機動性不佳。因此試製一號戰車的採用被推遲，取而代之的八九式中戰車被日本陸軍採用。日軍在1928年決定了重新開發「試製一號」。
1931年，試製二號開發完成，重新改裝後的試製二號被命名為九一式重戰車。整體與試製一號相同。

## 性能

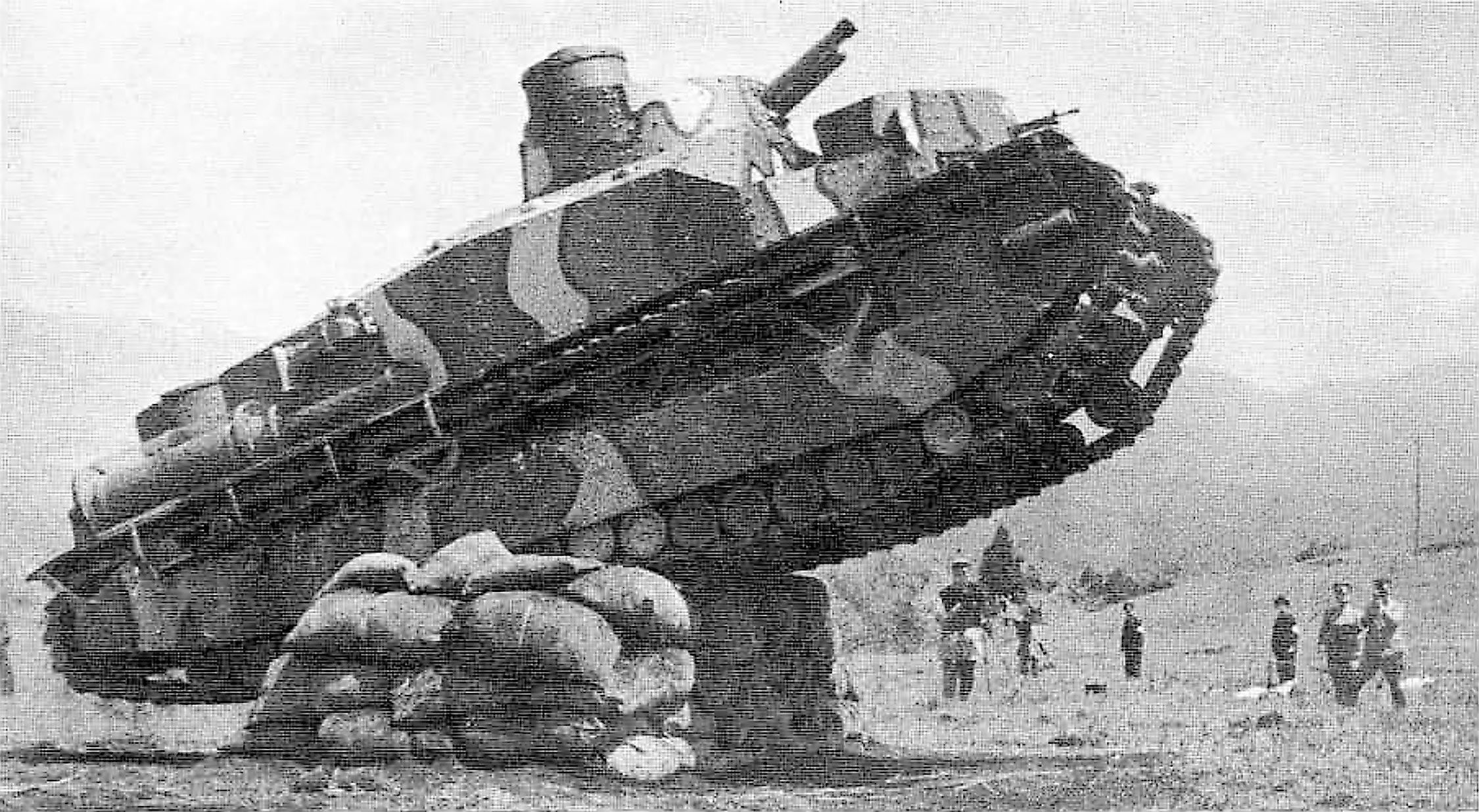
跨越障礙物的九一式

九一式全重18噸，比先前的「試製二號」重2噸。最高速度為25公里/小時。採用多砲塔佈局，火砲更換成七十釐米戰車炮。裝備三挺機槍，正面兩挺，砲塔後方一挺，加強了攻擊能力。 砲塔前方和主要裝甲厚度增加至20公釐。 

## 衍生型號

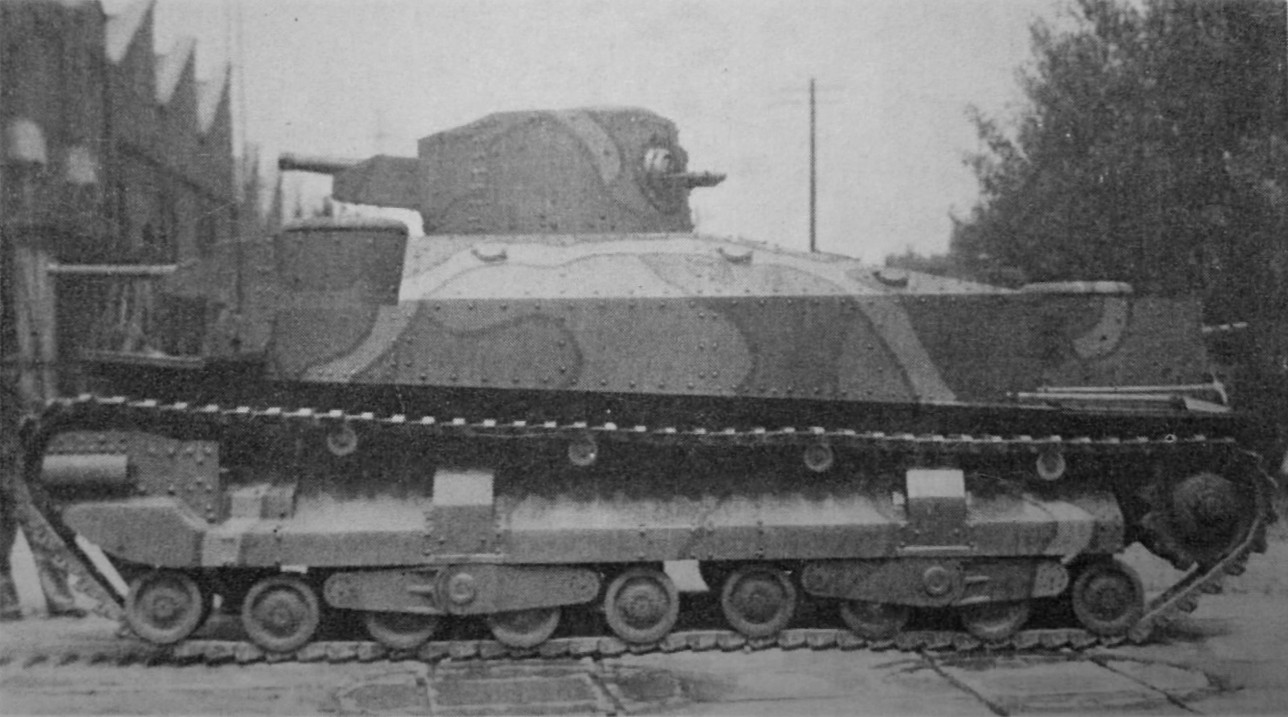
九五式重战车

九五式重戰車坦克是九一式的衍生型號，1934年12月開始設計，1935年正式採用。整體外形與九一式基本一致，裝甲防護和火力也大幅提升。

## 生產與服役
九一式研製成功後並未批量生產，當時正值日軍全力於中國東北作戰。而中國軍隊沒有或只有少量裝備的老式坦克，對日軍威脅不大。再加上東北地區路況不佳，適合重型戰車發揮的地型不是很多。九一式的衍生型號九五式重戰車被日軍裝備了4輌，據說參與了諾門坎戰役，但沒有戰鬥記錄。